# Гвоздикоцвіті
Гвоздикоцвіті (Caryophyllales), або центронасінні (Centrospermae), — порядок дводольних рослин. У системі класифікації APG IV включений до групи суперастеридів. Містить 37 родин і понад 11 тис. видів.
Значна частина представників цього порядку пристосована до зростання в умовах посушливого клімату; серед життєвих форм переважають трави та чагарники.
Представники переважної більшості родин цього порядку синтезують пігменти класу беталаїнів замість антоціанів

## Представники гвоздикоцвітих
До гвоздикоцвітих належать такі харчові рослини, як гречка, ревінь, буряк, шпинат, щавель.
Серед представників порядку — декоративні садові рослини (амарант, гвоздика, целозія), а також кімнатні рослини: представники кактусових (астрофітум, гімнокаліціум, мамміллярія і безліч інших) і аїзових (літопси, титанопсиси, фаукарії).
Добре відомі бур'янові рослини з цього порядку, зокрема лобода.

## Класифікація

### Система APG II
Згідно з системою APG II, порядок Гвоздикацвіті складається з 29 родин, які об'єднують близько 700 родів і більше 11 тисяч видів.
| Українська назва | Латинська назва                                              |
| ---------------- | ------------------------------------------------------------ |
| Аізоонові        | Aizoaceae Martinov (1820)                                    |
| Амарантові       | Amaranthaceae Juss. (1789)                                   |
|                  | Ancistrocladaceae Planch. ex Walp. (1851)                    |
|                  | Asteropeiaceae (Szyszyl.) Takht. ex Reveal & Hoogland (1990) |
|                  | Achatocarpaceae Heimerl (1934)                               |
|                  | Basellaceae Raf. (1837)                                      |
|                  | Barbeuiaceae Nakai (1942)                                    |
|                  | Halophytaceae A.Soriano (1984)                               |
| Гвоздичні        | Caryophyllaceae Juss. (1789)                                 |
|                  | Gisekiaceae Nakai (1942)                                     |
| Гречкові         | Polygonaceae Juss. (1789)                                    |
|                  | Didiereaceae Radlk. (1896)                                   |
|                  | Dioncophyllaceae Airy Shaw (1952)                            |
| Кактусові        | Cactaceae Juss. (1789)                                       |
| Лаконосові       | Phytolaccaceae R.Br. (1818)                                  |
|                  | Molluginaceae Bartl. (1825)                                  |
| Непентові        | Nepenthaceae Bercht. & J.Presl (1820)                        |
|                  | Nyctaginaceae Juss. (1789)                                   |
|                  | Plumbaginaceae Juss. (1789)                                  |
| Портулакові      | Portulacaceae Juss. (1789)                                   |
|                  | Rhabdodendraceae Prance (1968)                               |
|                  | Drosophyllaceae Chrtek, Slavíková & Studnicka (1989)         |
| Росичкові        | Droseraceae Salisb. (1808)                                   |
|                  | Sarcobataceae Behnke (1997)                                  |
|                  | Simmondsiaceae Tiegh. (1899)                                 |
|                  | Stegnospermataceae Nakai (1942)                              |
| Тамариксові      | Tamaricaceae Bercht. & J.Presl (1820)                        |
|                  | Physenaceae Takht. (1985)                                    |
| Франкенієві      | Frankeniaceae Desv. (1817)                                   |